# Misha Glenny
Misha Glenny és un periodista i escriptor britànic. Durant molts anys va ser corresponsal de la BBC i del diari The Guardian a l'Europa central i oriental, on va ser testimoni de la caiguda del comunisme i de les guerres dels Balcans. També ha investigat en profunditat les xarxes de delinqüència mundials. Per la seva contribució al treball periodístic va ser guardonat el 2003 amb un Sony Gold Award. Així mateix, ha estat assessor polític del govern nord-americà i de diversos països europeus, i durant tres anys va dirigir una ONG dedicada a la reconstrucció de Sèrbia, Macedònia i Kosovo. És autor de diverses publicacions sobre l'Europa central i oriental, i del llibre McMafia: El crimen sin fronteras (Destino, 2008), sobre el crim organitzat transnacional i la globalització.